# Convento di Santa Caterina (Finale Ligure)
L'ex convento di Santa Caterina è stato un edificio religioso sito nella piazza omonima del centro storico di Finalborgo a Finale Ligure, in provincia di Savona.
Dal 1931 l'antico convento ospita il museo archeologico del Finale, una sala congressi e sede di mostre ed esposizioni presso l'attiguo oratorio dei Disciplinanti.

## Storia
La fondazione dell'edificio conventuale è databile al 1359 per opera della famiglia Del Carretto, feudataria del Marchesato del Finale, i quali utilizzarono il complesso come prestigiosa e monumentale area sepolcrale.
Abitato dal 1381 dai frati Domenicani, quasi fosse una zona "franca e inviolabile", il convento fu risparmiato dal saccheggio compiuto nelle terre del marchesato nel 1648 ad opera della Repubblica di Genova. L'ordine religioso occupò il complesso fino al 1802, cioè fino alla soppressione degli ordini ecclesiali voluto dalle leggi napoleoniche della Repubblica Ligure e del Primo Impero francese.
Dal 1864 fino agli anni ottanta del Novecento destinato a reclusorio, fu proprio in quegli anni che fu avviato un sontuoso progetto di recupero e ripristino dell'intero patrimonio dell'ex complesso conventuale. Ulteriori interventi, dal 1995 al 2004, ne hanno altresì valorizzato e conservato la chiesa con il campanile, i due chiostri interni, i camminamenti, le mura e il giardino botanico.

## Descrizione
La chiesa è risalente alla prima metà del XV secolo e originariamente era costituita da tre navate separate da colonne in pietra del Finale, di cui due di forma quadrata e una semicircolare, rivolte verso il nord. Nei secoli successivi, seguendo le varie normative ecclesiali, ne fu variata la struttura come lo spostamento al lato opposto dell'abside; ulteriori rimaneggiamenti furono eseguiti nella prima metà del XIX secolo e ancora quando il complesso, in disuso, fu trasformato in carcere.
L'interno conserva alcuni cicli di affreschi dei primi del Quattrocento raffiguranti principalmente Episodi di vita della Vergine Maria. Nel fianco sud sono presenti due portali in stile gotico, entrambi murati, detti "delle Donne" e "degli Uomini" con le raffigurazioni degli stemmi nobiliari dei Del Carretto e dell'Agnus Dei.
Risalenti al Rinascimento sono i due chiostri comunicanti a fianco del corpo della chiesa, edificati tra il 1500 e il 1530 per volere del cardinale Carlo Domenico Del Carretto. Il campanile, edificato su una cappella absidale, subì la demolizione della cuspide a seguito del terremoto del 1887 che interessò il ponente ligure.

## Galleria d'immagini

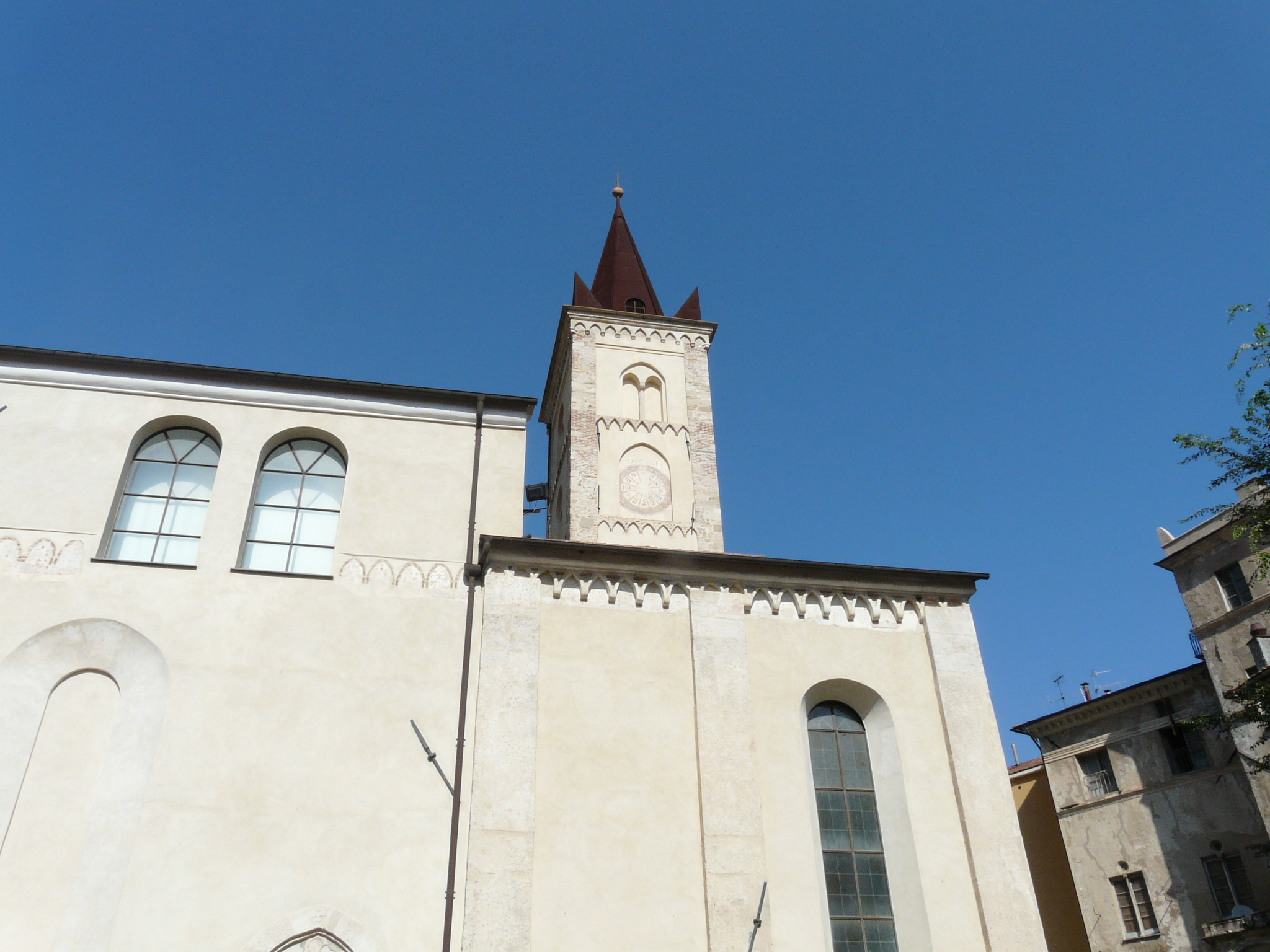
Lato sud del complesso
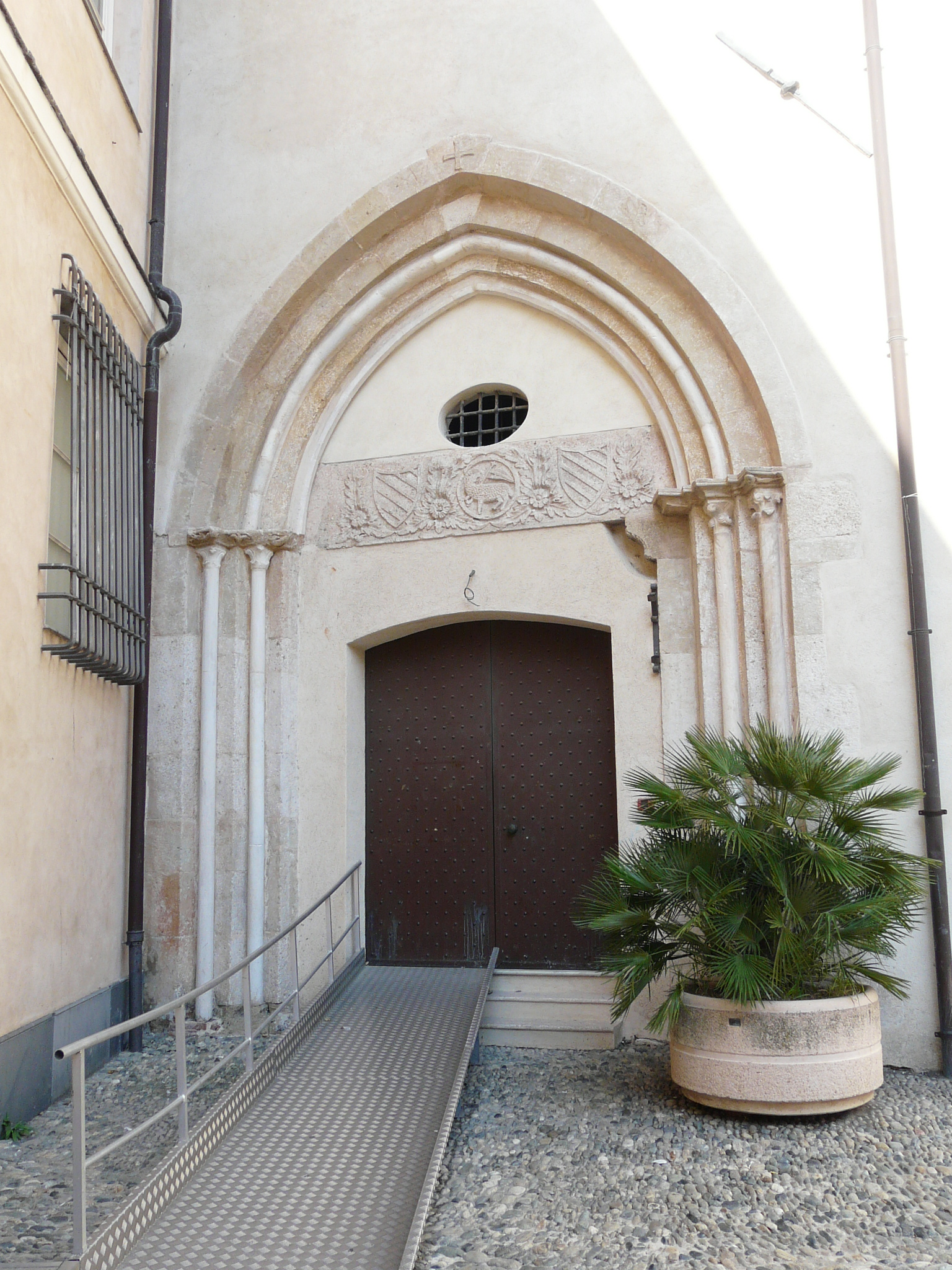
Il portale con gli stemmi dei Del Carretto
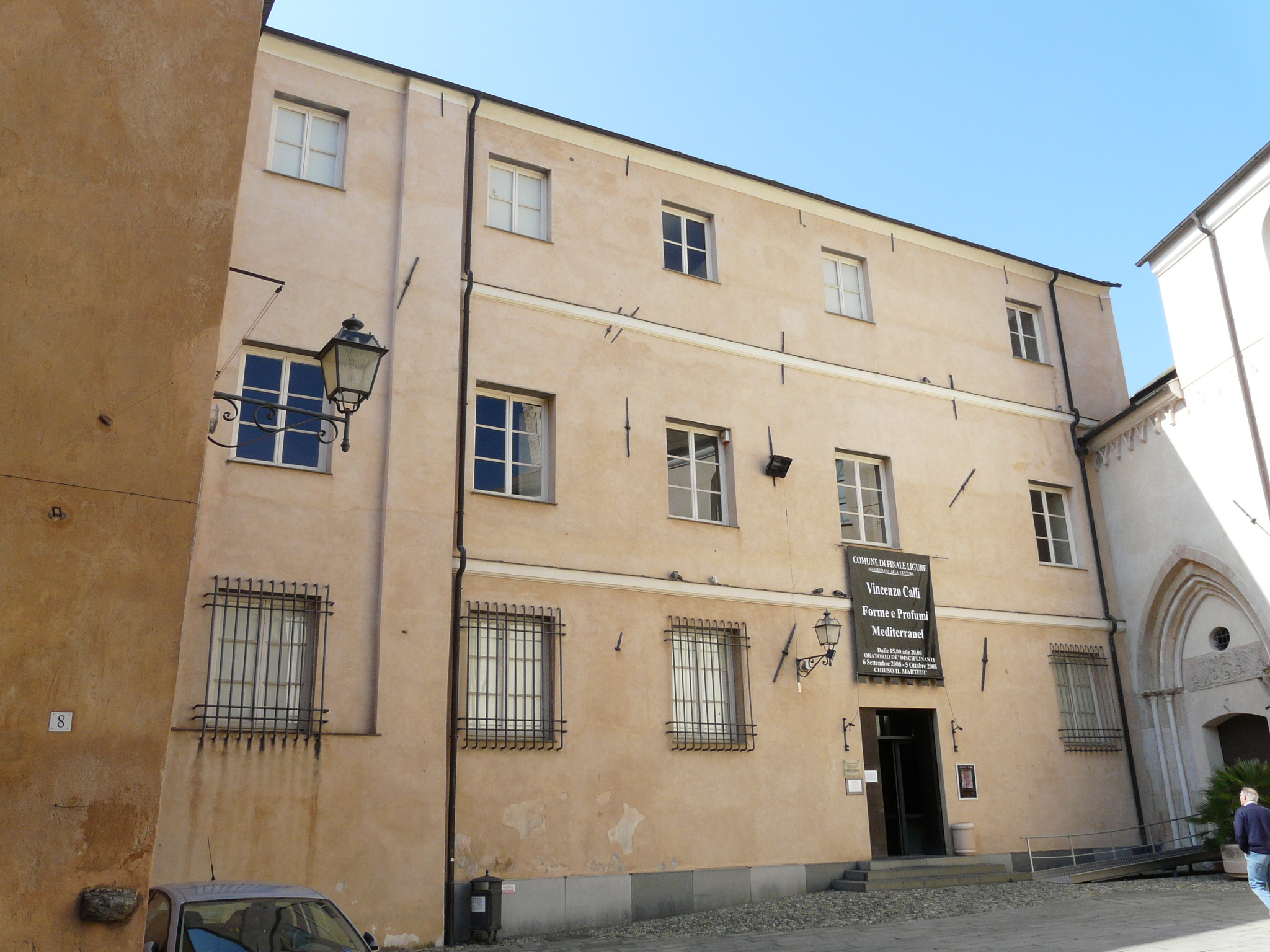
Parte del complesso
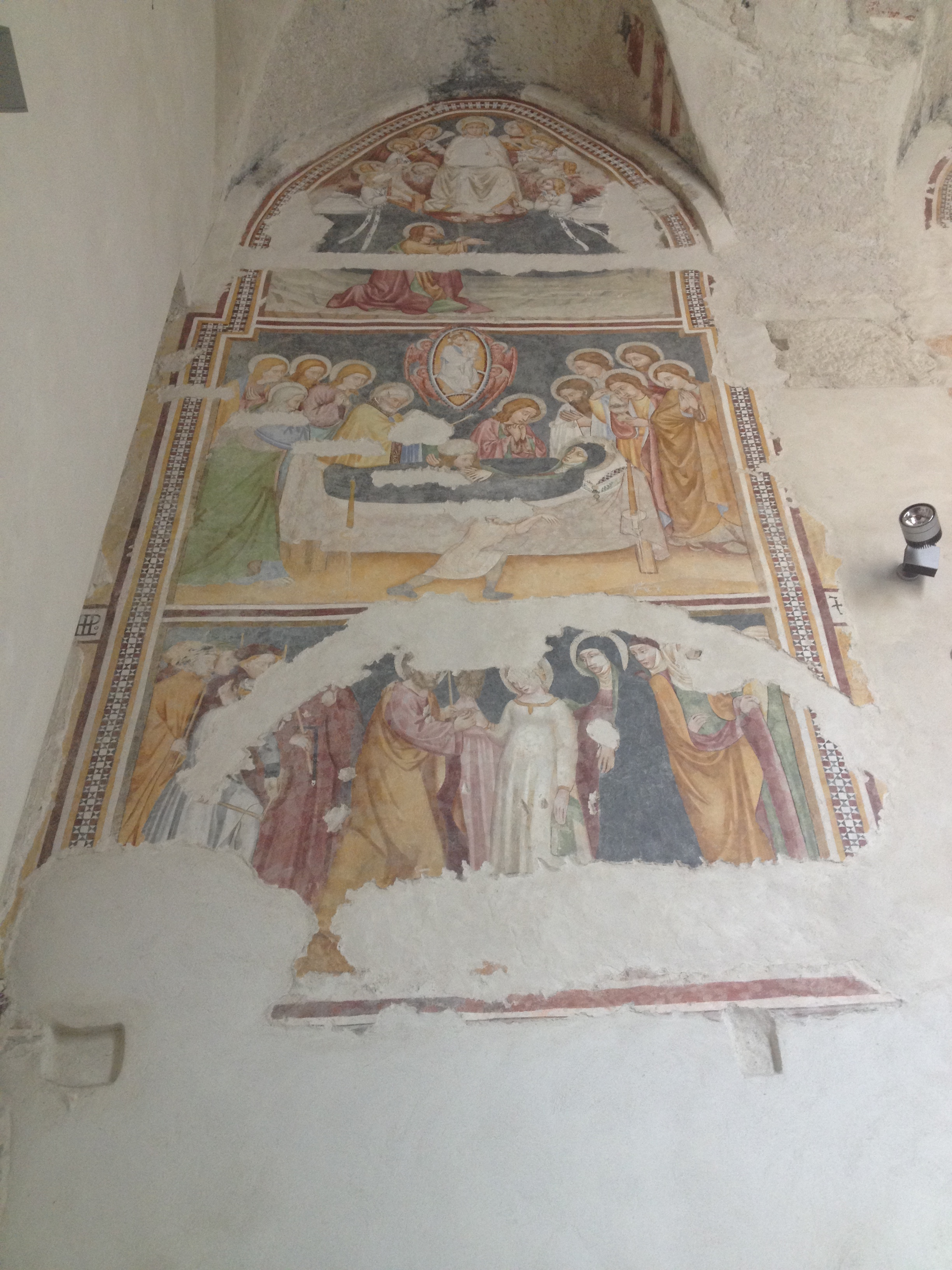
Affreschi nella chiesa
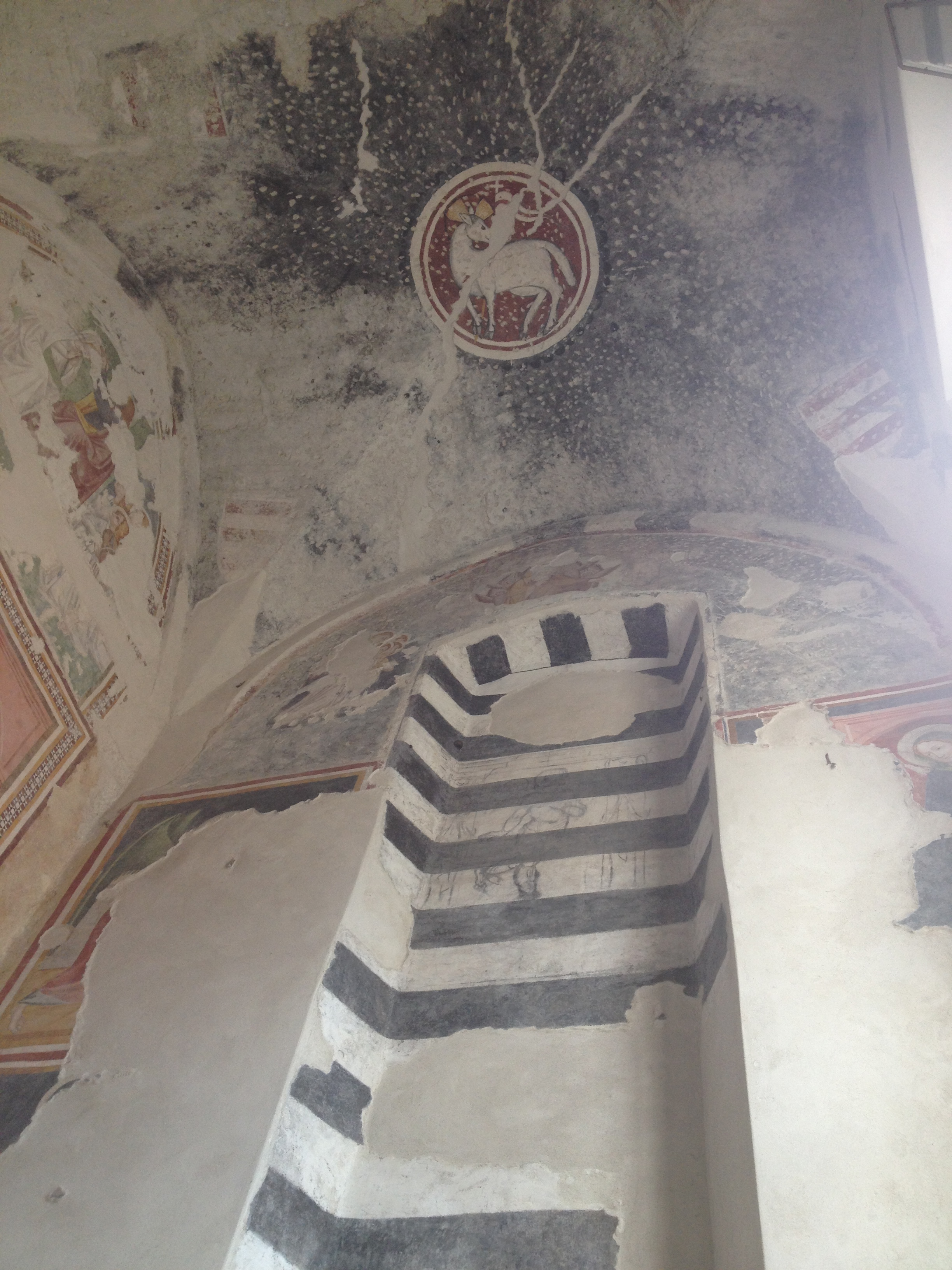
Affreschi nella chiesa
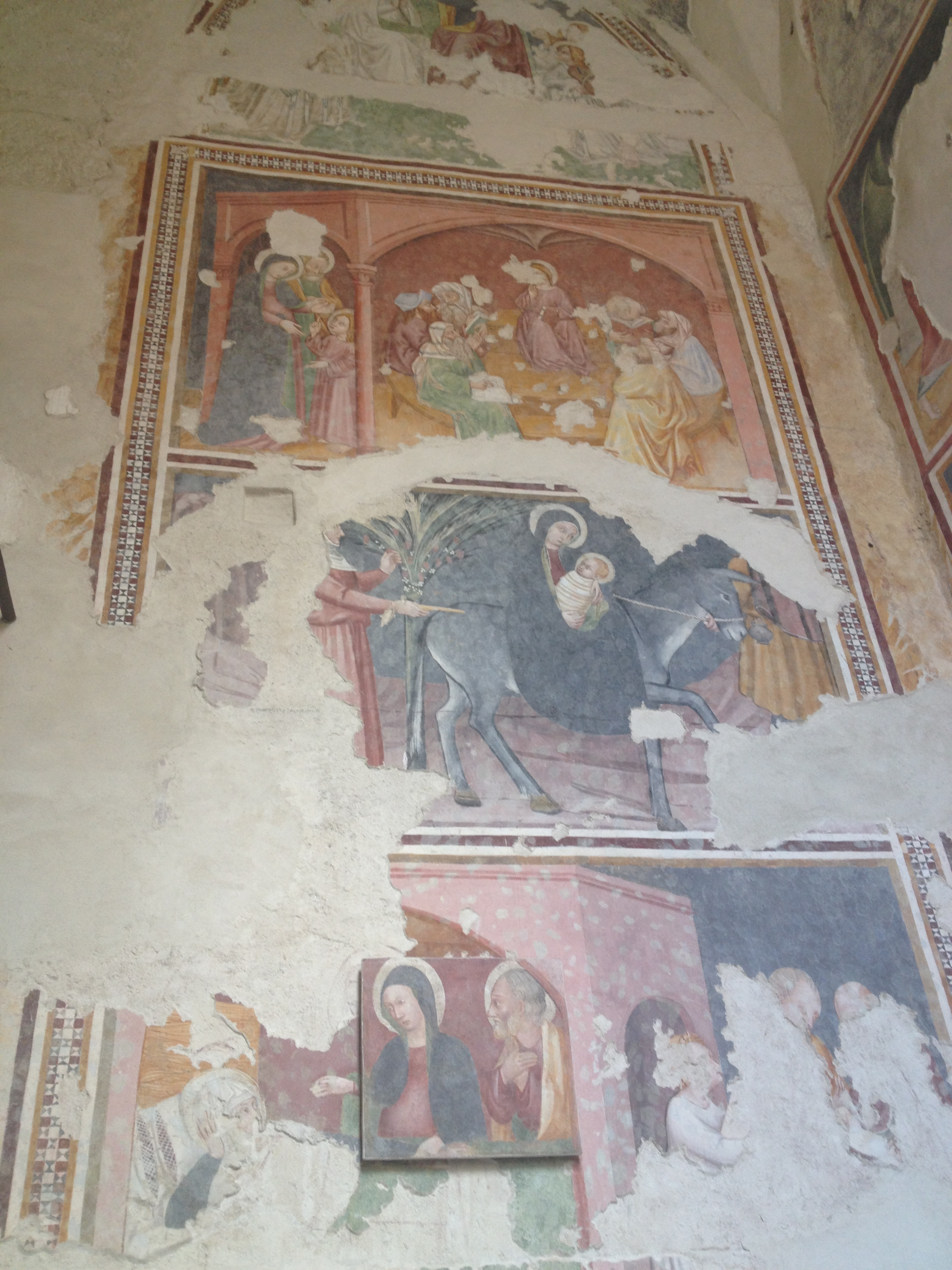
Affreschi nella chiesa
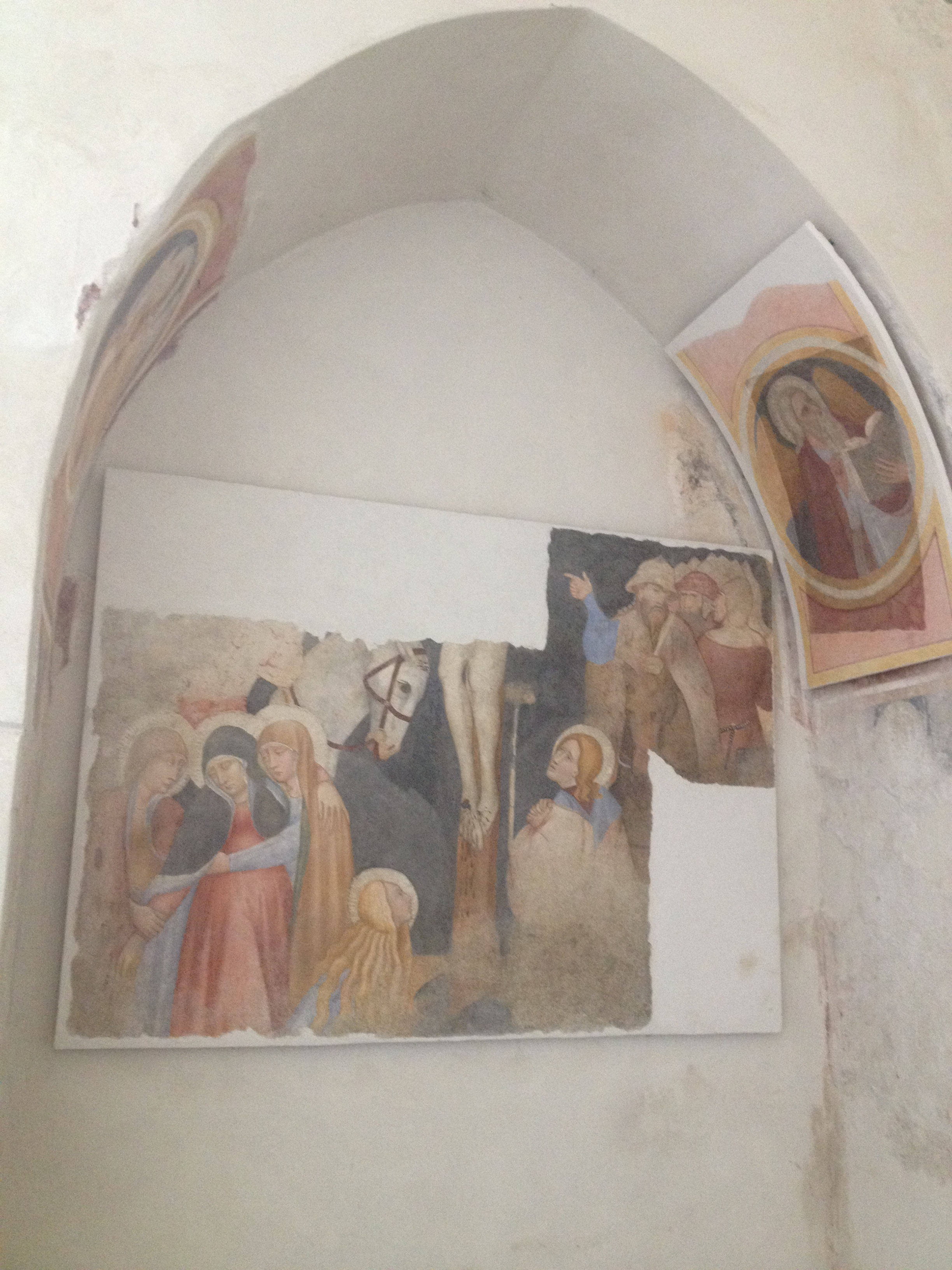
Affreschi nella chiesa